# Earophila rectifasciaria
Earophila rectifasciaria är en fjärilsart som beskrevs av Lamb 1909. Earophila rectifasciaria ingår i släktet Earophila och familjen mätare. Inga underarter finns listade i Catalogue of Life.